# Gabriel Jönsson
Gabriel Jönsson (18 de julho de 1892 - 23 de abril de 1984) foi um autor e poeta sueco. Ele é mais conhecido por trabalhos inspirados em Öresund e na agricultura. Ele foi um dos primeiros membros da Academia Scanian na Suécia.

## A garota de Backafall
O poema "Vid Vakten" (Ao leme) do livro Flaskpost (Messagem numa garrafa), de 1920, foi transformado em uma canção popular na Suécia "Flickan från Backafall" (A garota de Backafall) de Gunnar Turesson e é hoje uma canção tema da ilha de Ven, onde Backafall está localizado. Backafall traduzido para o português significa "declive decrescente" e é uma referência à área entre a igreja branca no lado oeste da ilha de Ven e o pequeno porto de mesmo nome.
A canção descreve um jovem marinheiro do Caribe em uma longa viagem com saudades de sua namorada, que o espera em casa.
Em 1953, foi lançado o filme sueco Flickan från Backafall, baseado na história, estrelado por Viola Sundberg e Sven Lindberg.